# Gustav Ludvig Baden
Gustav Ludvig Baden, född den 29 februari 1764, död den 25 augusti 1840, var en dansk hävdatecknare, son till Jacob och Charlotte Baden, bror till Torkel Baden.
Baden var en flitig historisk samlare och författare samt behandlade i synnerhet den inre utvecklingen; men hans stora ensidighet och starka hat till adel och prästerskap gör hans arbeten partiska och delvis opålitliga. 
Hans främsta arbeten är Danmarks riges historie (5 band, 1829–32), Dansk-norsk historisk bibliothek (1815) och Afhandlinger i fædrelandets cultur-, stats-, kirke- og literairhistorie (3 band, 1820–22).